# Valea Cotoarei, Buzău
Valea Cotoarei este un sat în comuna Mânzălești din județul Buzău, Muntenia, România. Se află în nordul județului, în zona Munților Buzăului.